# Straßenbahn Angoulême

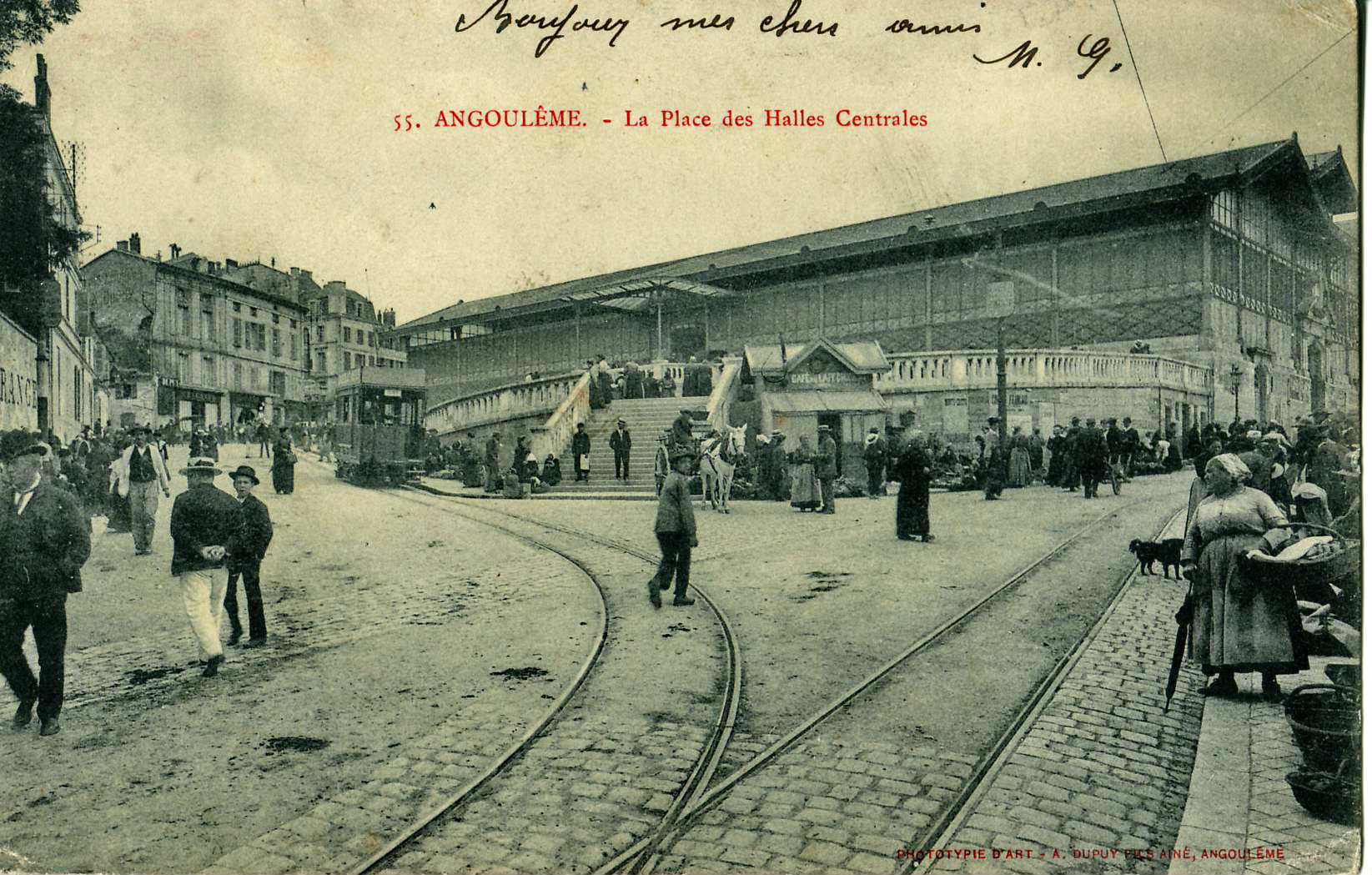
Postkarte der Place des Halles, 1904

Die Straßenbahn Angoulême (frz.: Tramway d’Angoulême) war ein meterspuriges Straßenbahnsystem in der französischen Stadt Angoulême. Es wurde von der Compagnie des tramways électriques d’Angoulême et Extensions betrieben, welches von der Compagnie Centrale des Tramways Électriques dazu beauftragt worden war.

## Geschichte

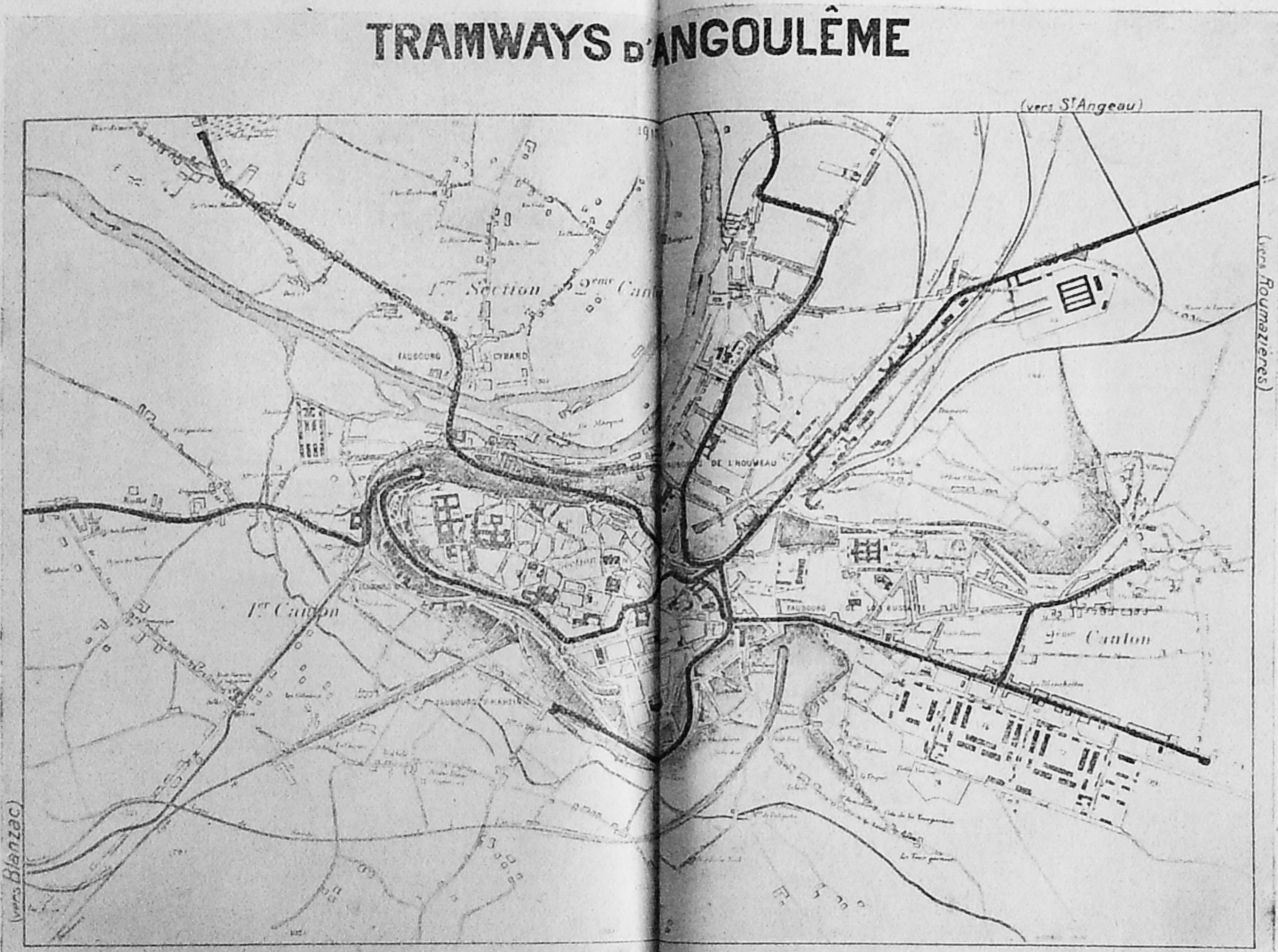
Netzplan (1928)

Am 20. Juli 1894 entschied Angoulême, ein elektrisches Straßenbahnnetz zu bauen. Im Dezember 1899 erhielt die Compagnie des tramways électriques d’Angoulême et Extensions eine entsprechende Konzession zum Bau und Betrieb des Netzes für die nächsten 50 Jahre.
Der Betrieb begann am 17. Dezember 1900 mit vier Linien, die ihren Knotenpunkt am Rathaus hatten:
- Le Jardin Vert à Ruelle (6,9 km)
- Le Marché Neuf à La Bussate (2,2 km)
- Le Marché Neuf à La Place de la Madeleine (2,3 km)
- Saint Martin à l`Octroi de la Rue de Paris (2,9 km)

Im Laufe der Jahre wurde das Netz auf eine Länge von 22 Kilometern erweitert, auf dem schließlich sieben Linien verkehrten. Dafür standen 22 zweiachsige Triebwagen und neun Beiwagen zur Verfügung.
Am 31. Dezember 1933 endete der Straßenbahnbetrieb und wurde durch Omnibuslinien ersetzt.